# Montjaux
Montjaux är en kommun i departementet Aveyron i regionen Occitanien i södra Frankrike. Kommunen ligger  i kantonen Saint-Beauzély som ligger i arrondissementet Millau. År 2022 hade Montjaux 435 invånare.

## Befolkningsutveckling
Antalet invånare i kommunen Montjaux
Referens: INSEE

## Galleri

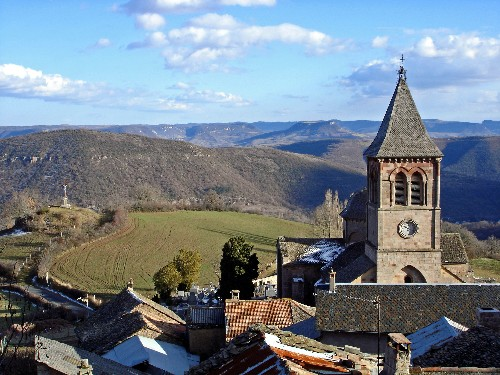